# Afrikaanse Ontwikkelingsbank

Logo van de Afrikaanse Ontwikkelingsbank (links) en van het Afrikaans Ontwikkelingsfonds

De Afrikaanse Ontwikkelingsbank (AOB) is een multinationale financiële instelling met als doel bij te dragen aan de sociale en economische ontwikkeling in Afrikaanse landen.
De bank werd opgericht in 1964 en heeft haar zetel in Abidjan (Ivoorkust). 54 Afrikaanse en 26 niet-Afrikaanse landen zijn lid van de AOB. De bankengroep bestaat uit drie deelorganisaties: de Afrikaanse Ontwikkelingsbank, het Afrikaans Ontwikkelingsfonds (opgericht in 1972) en het Nigeria Trust Fund (opgericht in 1976).
De missie van de bank is het bestrijden van armoede en het verbeteren van de levensomstandigheden op het Afrikaanse continent door het bevorderen van publieke en private investeringen in projecten die bijdragen aan de sociale en economische ontwikkeling in de regio. De AOB is een financier voor veel Afrikaanse landen en particuliere bedrijven die investeren in Afrika.
Vanwege de burgeroorlog in Ivoorkust werd in februari 2003 het hoofdkantoor van de bank verplaatst naar de Tunesische hoofdstad Tunis. Eind 2013 werd begonnen met het terugverhuizen van het hoofdkantoor naar Abidjan.

## Presidenten

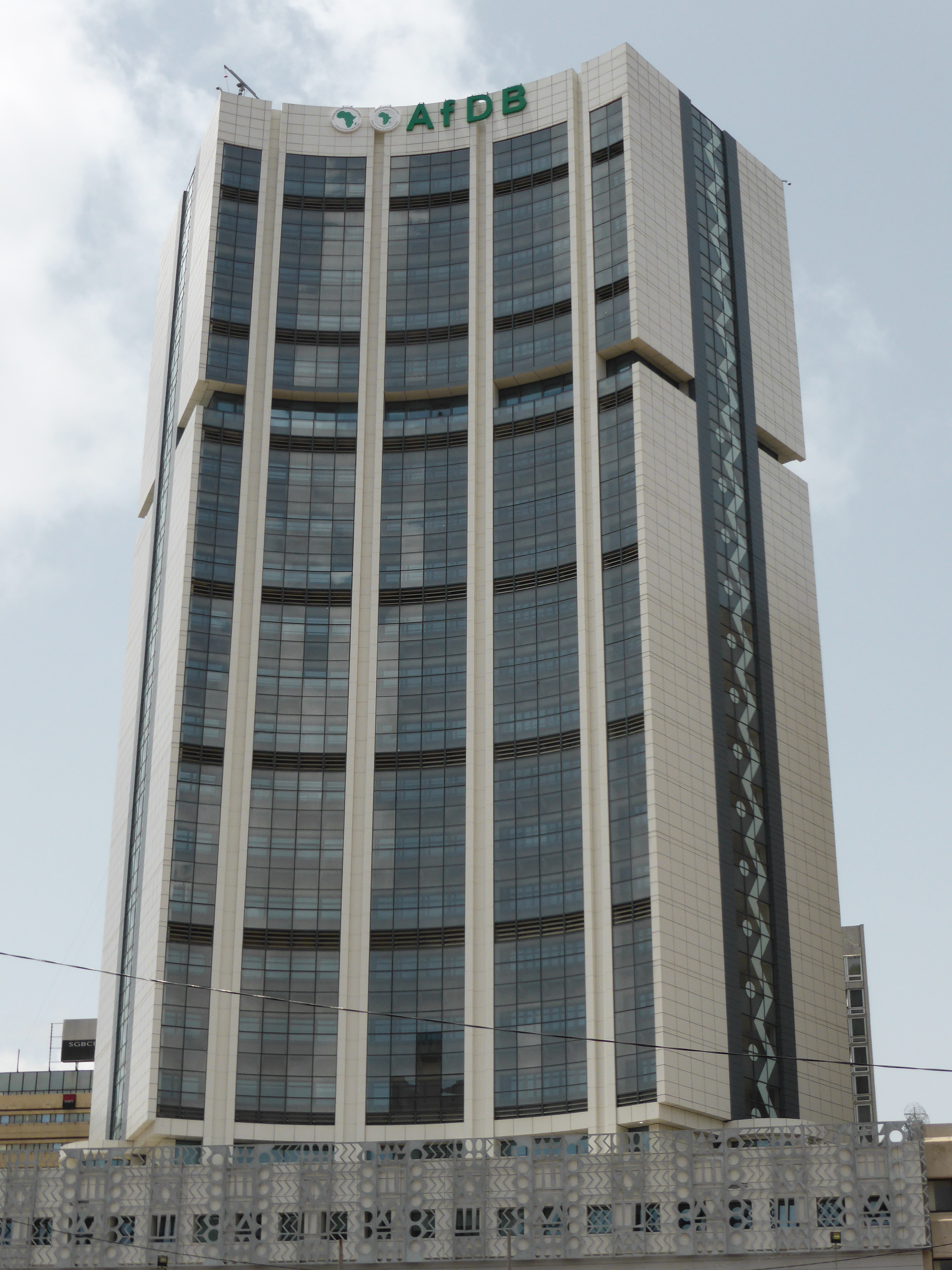
Hoofdkantoor van de bank in Abidjan.

Presidenten van de AOB waren:
| Ambtsperiode | President                | Lidstaat |
| ------------ | ------------------------ | -------- |
| 1964–1970    | Mamoun Beheiry           | Soedan   |
| 1970–1976    | Abdelwahab Labidi        | Tunesië  |
| 1976–1979    | Kwame Donkoh Fordwor     | Ghana    |
| 1979–1980    | Goodall Gondwe (interim) | Malawi   |
| 1980–1985    | Wila Mung'omba           | Zambia   |
| 1985–1995    | Babacar Ndiaye           | Senegal  |
| 1995–2005    | Omar Kabbaj              | Marokko  |
| 2005–2015    | Donald Kaberuka          | Rwanda   |
| sinds 2015   | Akinwumi Adesina         | Nigeria  |